# Svart raggmossa
Svart raggmossa (Racomitrium sudeticum) är en bladmossart som beskrevs av Bruch och W. P. Schimper in B.S.G. 1845. Svart raggmossa ingår i släktet raggmossor, och familjen Grimmiaceae. Arten är reproducerande i Sverige. Inga underarter finns listade i Catalogue of Life.

## Bildgalleri

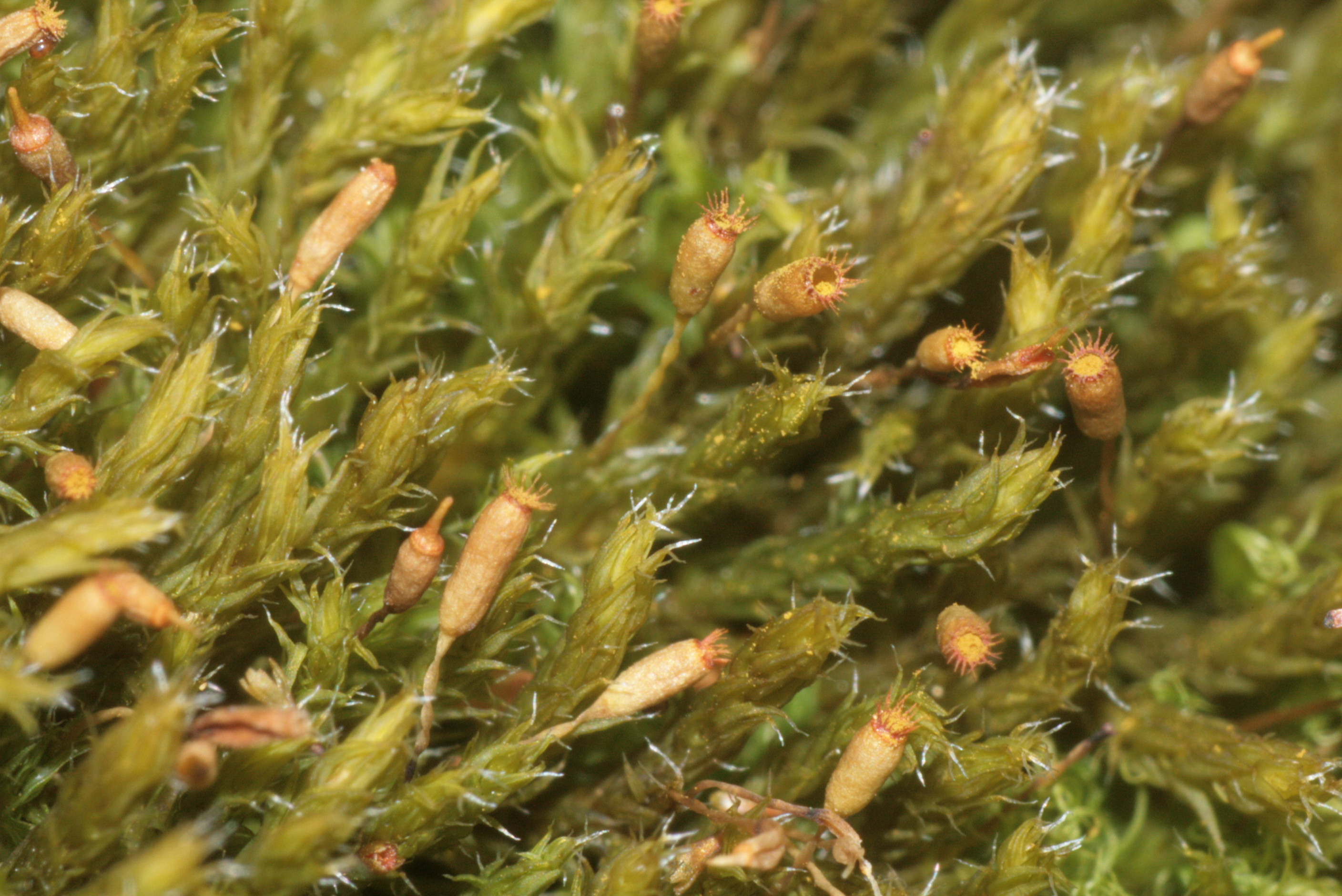
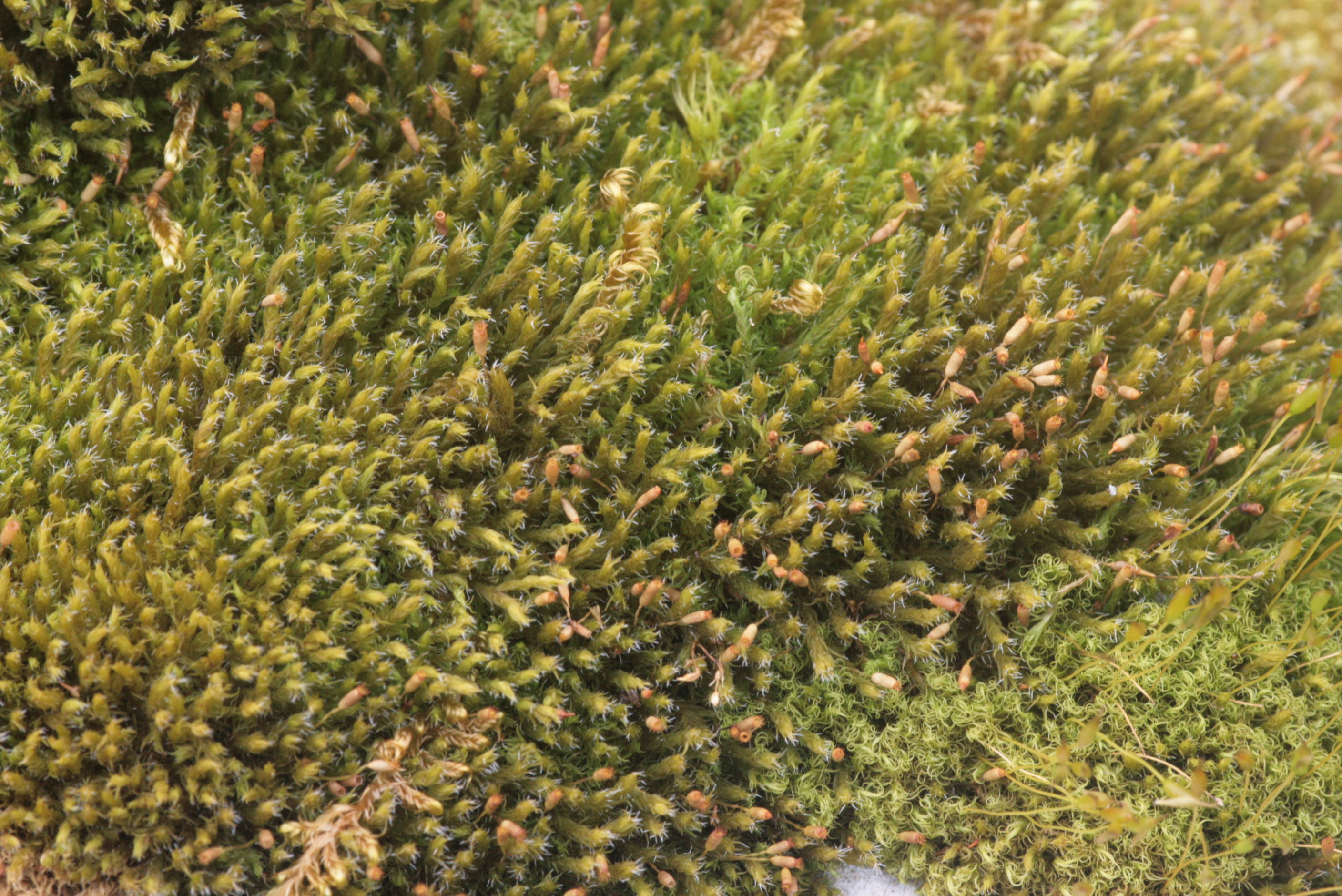